# Alphonse "Bois Sec" Ardoin
Alphonse "Bois Sec" Ardoin (Evangeline Parish, Luisiana, 15 de noviembre de 1915 -  Eunice, 16 de mayo de 2007) fue un acordeonista y cantante norteamericano de zydeco.

## Trayectoria
Comenzó tocando el triángulo, acompañando a su primo Amédé Ardoin y al violinista Dennis McGee, aunque ya a los 12 años aprendió a tocar el acordeón tradicional cajún, de botones, en un estilo que se considera como precursor del zydeco. Durante mucho tiempo formó un grupo estable con Canray Fontenot, hasta el fallecimiento de éste en 1995. Después renovó la banda con tres de sus hijos, siendo Lawrence Ardoin quien tomó las riendas de la misma tras su fallecimiento.
Fue galardonado con el National Heritage Fellowship, concedido por la Fundación Nacional para las Artes, en 1986. Falleció en Eunice, Luisiana, a la edad de 91 años.
Dentro de la escena zydeco, Bois Sec representa la facción más tradicional, con más elementos de origen cajun.